# Goddess of Fire
Goddess of Fire (en hangul, 불의 여신 정이; romanización revisada, Bului Yeosin Jeongi) titulada en español como La diosa de fuego Jung Yi, es una serie de televisión histórica surcoreana emitida durante 2013 que representa la vida y amores de Yoo Jung, basándose en la vida real de la figura histórica del siglo XVI, Baek Pa Sol, reconocida como la primera mujer artista de cerámica y porcelana en la dinastía Joseon, mientras desarrolla un romance con el príncipe y posterior rey Gwanghae.
Es protagonizada por Moon Geun Young recordada por su papel en Painter of the Wind, Lee Sang-yoon en The Duo, Kim Bum en Boys Over Flowers, Park Gun Hyung, Seo Hyun Jin, Jun Kwang Ryul, Jeong Bo Seok, Byun Hee Bong, Han Go Eun en Me Too, Flower! y Lee Kwang Soo miembro del programa Running Man. Fue transmitida por MBC desde el 1 de julio hasta el 22 de octubre de 2013, con una extensión de 32 episodios emitidos los lunes y los martes a las 21:55 (KST).
Las capacidades de Baek Pa Sol fueron considerablemente apreciadas, llegando a ser nombrada fabricante de porcelana para la familia real. Pero su fama atrajo la atención de los invasores extranjeros, y durante la invasión japonesa en 1592, fue una de los artesanos coreanos capturados y obligada a continuar su oficio en Japón bajo las órdenes de Toyotomi Hideyoshi para enriquecer las artes y cultura japonesa, Baek ayudó en al avance de muchos nuevos tipos de cerámica inexistentes en el arte japonés. Ella se convirtió en una artesana muy respetada, incluso existe un santuario en la ciudad de Arita dedicado a ella.

## Argumento
Dotada de un talento natural y buenas habilidades de Yoo Jung (Moon Geun Young) la llevaron a convertirse en la mejor artesana de cerámica y porcelana de la época. Joseon era famoso por su porcelana blanca, que pretendía ser la de más alta calidad en Asia del siglo XVI. Ella aprende su oficio en el taller de porcelana Bunwon (hangul: 분원; hanja: 分院), unos hornos subsidiadados por gobierno en Bunwon-ri, Gwangju, donde la cerámica es una mezcla de arte y ciencia.
Jung más tarde se enamora del Príncipe Gwanghae (Lee Sang-yoon), que se convierte en un trágico rey preocupado por las diversas amenazas a su corona. A pesar del profundo amor de Gwanghae para Yoo Jung, debe dejarla ir.

## Reparto

### Personajes principales
- Moon Geun Young como Yoo Jung.[9]
  - Jin Ji Hee como Jung (joven).
- Lee Sang-yoon como Principe Gwanghae.
  - Noh Young Hak como Gwanghae (joven).
- Kim Bum como Kim Tae Do.[10]
  - Park Gun Tae como Tae Do.
- Park Gun Hyung como Lee Yook Do.[11]
  - Oh Seung Yoon como Yook Do.
- Seo Hyun Jin como Shim Hwa Ryung
  - Kim Ji Min como Hwa Ryung (joven).

### Personajes secundarios
- Jun Kwang Ryul como Lee Gang Chun.
- Byun Hee Bong como Moon Sa Seung.
- Lee Jong Won como Yoo Eul Dam.
- Sung Ji Ru como Shim Jong Soo.
- Jeong Bo Seok como Rey Seonjo.
- Han Go Eun como Dama Kim (In Bin).
- Lee Kwang Soo como Príncipe Imhae.[12]
  - Lee In Sung como Imhae (joven).
- Jang Gwang como Lee Pyung-ik.
- Jang Hyo Jin como Ma Poong.
- Song Ok Sook como Son Haeng Soo.
- Choi Ji Na como Yeon Ok.
- Lee You-jin como Il-nam.
- Park Joon-mok como Príncipe Shin-sung.

## Banda sonora
- Baek A Yeon - «Tears Are Also Love» (눈물도 사랑인 걸).
- Noel - «Tears Flow» (눈물이 흐른다).
- Bobby Kim - «You Forever» (영원히 너를).
- Park Ji Min - «I Love You» (사랑해).
- Lush - «Gamahdo Binocular» (두눈을 감아도).
- Kim Hyung Joong - «Soliloquy» (혼잣말).

## Recepción

### Audiencia
En Azul la audiencia más baja y en rojo la más alta, correspondientes a las empresas medidoras TNms y AGB Nielsen.
| Ep. #    | Fecha de estreno         | Share        | Share        | Share       | Share       |
| Ep. #    | Fecha de estreno         | TNmS Ratings | TNmS Ratings | AGB Nielsen | AGB Nielsen |
| Ep. #    | Fecha de estreno         | Nacional     | Seúl         | Nacional    | Seúl        |
| -------- | ------------------------ | ------------ | ------------ | ----------- | ----------- |
| 1        | 1 de julio de 2013       | 10.1 %       | 11.1 %       | 10.7 %      | 12.3 %      |
| 2        | 2 de julio de 2013       | 10.4 %       | 11.7 %       | 11.4 %      | 11.3 %      |
| 3        | 8 de julio de 2013       | 9.3 %        | 10.5 %       | 10.3 %      | 11.4 %      |
| 4        | 9 de julio de 2013       | 10.6 %       | 11.9 %       | 12.0 %      | 12.8 %      |
| 5        | 15 de julio de 2013      | 11.5 %       | 13.3 %       | 10.6 %      | 11.7 %      |
| 6        | 16 de julio de 2013      | 11.3 %       | 13.7 %       | 11.8 %      | 13.3 %      |
| 7        | 22 de julio de 2013      | 11.2 %       | 13.4 %       | 11.7 %      | 12.6 %      |
| 8        | 23 de julio de 2013      | 12.1 %       | 15.1 %       | 11.8 %      | 12.4 %      |
| 9        | 29 de julio de 2013      | 11.2 %       | 13.7 %       | 10.4 %      | 11.6 %      |
| 10       | 30 de julio de 2013      | 10.8 %       | 13.4 %       | 11.0 %      | 11.5 %      |
| 11       | 5 de agosto de 2013      | 10.7 %       | 13.6 %       | 10.0 %      | 11.2 %      |
| 12       | 6 de agosto de 2013      | 11.0 %       | 14.4 %       | 11.6 %      | 13.0 %      |
| 13       | 12 de agosto de 2013     | 8.2 %        | 10.5 %       | 9.1 %       | 10.3 %      |
| 14       | 13 de agosto de 2013     | 8.8 %        | 10.9 %       | 9.6 %       | 10.8 %      |
| 15       | 19 de agosto de 2013     | 7.7 %        | 9.6 %        | 7.8 %       | 9.4 %       |
| 16       | 20 de agosto de 2013     | 8.2 %        | 10.3 %       | 8.6 %       | 9.8 %       |
| 17       | 26 de agosto de 2013     | 7.6 %        | 8.7 %        | 8.6 %       | 9.9 %       |
| 18       | 27 de agosto de 2013     | 8.4 %        | 10.3 %       | 9.1 %       | 10.9 %      |
| 19       | 2 de septiembre de 2013  | 8.5 %        | 9.7 %        | 8.4 %       | 9.7 %       |
| 20       | 3 de septiembre de 2013  | 9.6 %        | 11.5 %       | 9.1 %       | 10.4 %      |
| 21       | 9 de septiembre de 2013  | 7.6 %        | 8.9 %        | 8.4 %       | 9.4 %       |
| 22       | 10 de septiembre de 2013 | 8.2 %        | 9.1 %        | 7.9 %       | 9.1 %       |
| 23       | 16 de septiembre de 2013 | 8.2 %        | 9.9 %        | 7.5 %       | 8.7 %       |
| 24       | 17 de septiembre de 2013 | 7.9 %        | 8.5 %        | 7.2 %       | 7.8 %       |
| 25       | 30 de septiembre de 2013 | 7.1 %        | 8.2 %        | 6.0 %       | 7.2 %       |
| 26       | 1 de octubre de 2013     | 7.7 %        | 8.8 %        | 7.6 %       | 8.4 %       |
| 27       | 7 de octubre de 2013     | 7.9 %        | 9.2 %        | 7.4 %       | 9.0 %       |
| 28       | 8 de octubre de 2013     | 7.6 %        | 8.5 %        | 7.2 %       | 7.7 %       |
| 29       | 15 de octubre de 2013    | 8.2 %        | 9.3 %        | 9.0 %       | 10.3 %      |
| 30       | 15 de octubre de 2013    | 6.8 %        | 8.2 %        | 8.0 %       | 9.5 %       |
| 31       | 21 de octubre de 2013    | 9.1 %        | 11.0 %       | 9.3 %       | 10.4 %      |
| 32       | 22 de octubre de 2013    | 10.3 %       | 12.1 %       | 9.6 %       | 10.6 %      |
| Promedio | Promedio                 | 9.2 %        | 10.9 %       | 9.3 %       | 10.4 %      |

## Emisión internacional
- China: Xing Kong (2014).
- Hong Kong: TVB Korean Drama (2014) y TVB Window (2014).
- Japón: BS Fuji (2015) y TV Tokyo (2016).
- Rumanía: National TV (2018).
- Sri Lanka: Rupavahini (2015).
- Tailandia: Channel 3 (2016).
- Taiwán: Videoland Drama (2013), Azio TV (2017) y JET TV (2017).
- Vietnam: HTV7 (2014).